# Mazirah
Mazirah (مزيرعة , également Mzaïrah ou Mzirah) est un petit bourg du nord-ouest de la Syrie dans le gouvernorat de Lattaquié, situé à l'est de Lattaquié. Mazirah se trouve proche de Difa et Hanadi à l'ouest, de Al-Djandiriyah au nord-ouest, de Al-Haffah au nord, de Slinfah au nord-ouest, de Chathah à l'est et enfin de Qardaha au sud.
Mazirah, qui comptait 834 habitants selon le recensement de 2004, est le chef-lieu administratif de la nahié de Mazirah qui comprend vingt-sept villages, dont la population était de 13 908 habitants en 2004.
Mazirah est peuplée majoritairement de chrétiens.